# Lachesilla ultima
Lachesilla ultima är en insektsart som beskrevs av Garcia Aldrete 1982. Lachesilla ultima ingår i släktet Lachesilla och familjen kviststövsländor. Inga underarter finns listade i Catalogue of Life.